# Jeanne Jacquemin
Jeanne Jacquemin (Parigi, 13 agosto 1863 – Parigi, 25 settembre 1938) è stata una pittrice e disegnatrice francese appartenente al movimento simbolista francese.

## Biografia
Nata Marie-Jeanne Boyer e poi legittimata dal suocero Louis Coffineau nel 1874), è stata locatrice dell'attrice e cortigiana Léonide Leblanc, in seguito si è sposata con il fumettista Édouard Jacquemin, prima di separarsi per vivere con l'incisore Auguste Lauzet, amico di Vincent Van Gogh.
Dal 1892 al 1897 Jeanne Jacquemin espose a Parigi presso la galleria Le Barc de Boutteville, alle mostre impressioniste e simboliste, al Salon des Cent e alla galleria Siegfried Bing. Fu accolta favorevolmente dalla critica, sensibile all'originalità e alla forza dei suoi pastelli, al simbolismo doloroso caratteristico di una certa morbosità fin-de-siècle. A Bruxelles, Octave Maus la invitò ad esporre al Salon des XX: durante il suo soggiorno, incontrò Georges Rodenbach al quale offrì un disegno a pastelli ispirato ad una sua poesia. Dal 1890 all'inizio del XX secolo, Jeanne Jacquemin fece parte del panorama artistico e intellettuale parigino. Fu vicina a Stéphane Mallarmé, Paul Verlaine, Joris-Karl Huysmans, Saint-Pol-Roux, Odilon Redon e la maggior parte dei poeti simbolisti che le hanno dedicato varie poesie.

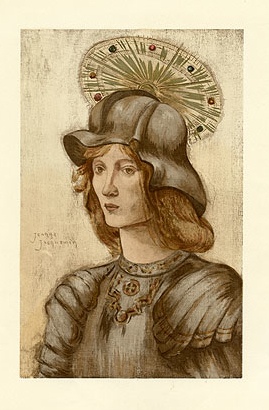
Jeanne Jacquemin, San Giorgio disegno realizzato per L'Estampe moderne

Per L'Estampe moderne ha realizzato un disegno stampato con tecnica litografica raffigurante San Giorgio.
Presso la galleria d'arte Le Barc de Boutteville entra in relazione con Alfred Vallette e Remy de Gourmont e quest'ultimo, dopo un articolo sul Mercure de France, attira l'attenzione di Jean Lorrain, che gli affida l'illustrazione de La Mandragore - pubblicata in anteprima con il titolo Conte de Noël, su Le Courrier français del 30 dicembre 1894. Jacquemin e Lorrain furono amici intimi per circa dieci anni. Lorrain intervenne addirittura per chiedere aiuto a Robert de Montesquiou a favore della "pittrice" e del suo compagno, l'incisore Lauzet, che attraversavano un periodo di difficoltà.
Nel 1898 dopo la morte di Lauzet, Jeanne Jacquemin si allontana gradualmente dall'attività artistica. A causa di disturbi psichiatrici, viene internata alla Salpêtrière, curata dal dottor Samuel Pozzi, medico vicino agli ambienti letterari.
Negli anni seguenti, Jacquemin si risposò due volte, prima con il dottor Lucien-Marius Pautrier, poi, nel maggio 1921, con il mistico Paul Sédir, prima di finire la sua vita, dimenticata da tutti, in una modesta pensione sul Quai des Grands-Augustins.
È sepolta nella piazza degli indigenti nel cimitero di Thiais.